# Musée d’Art et d’histoire Louis Senlecq

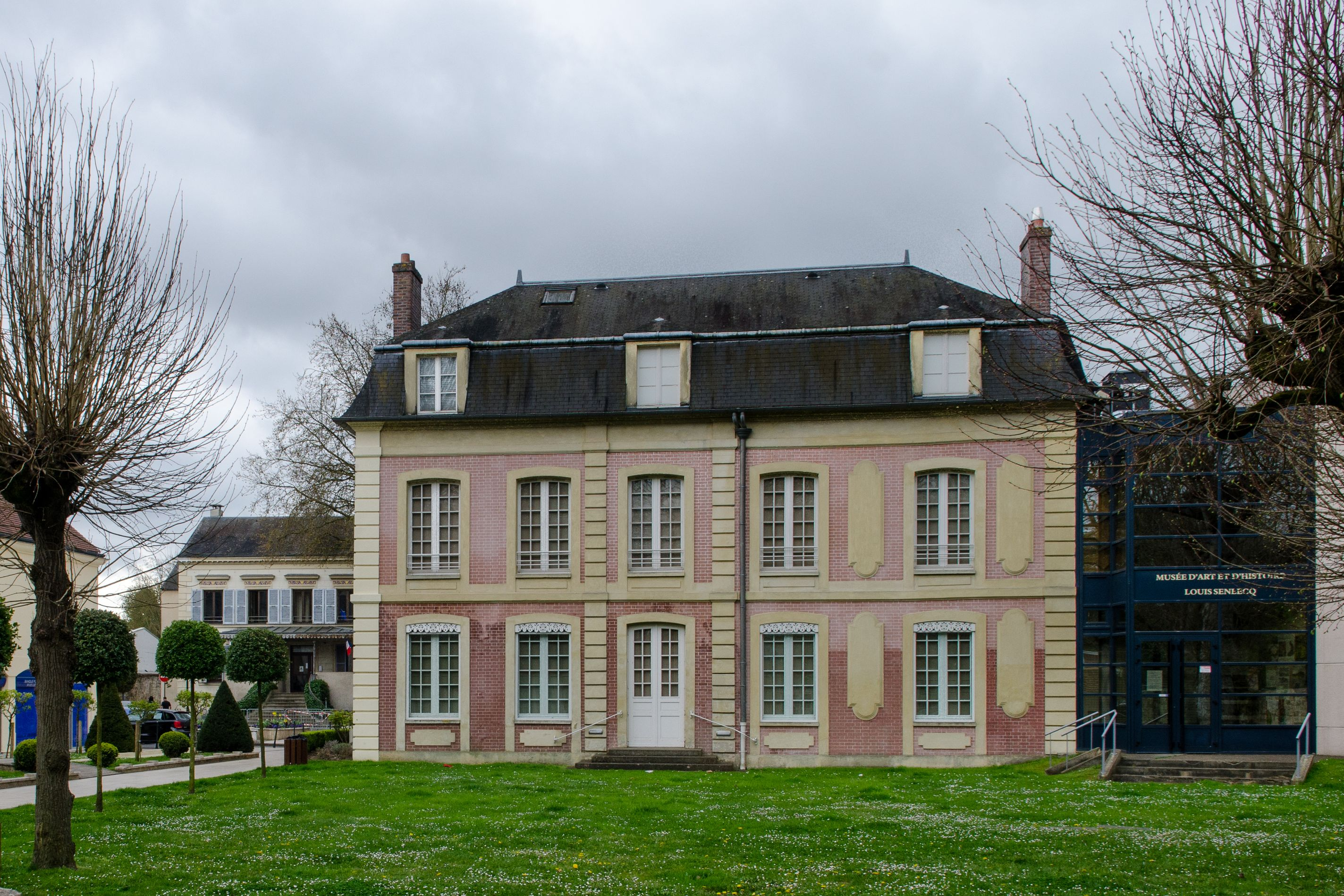
Musée Louis-Senlecq in L’Isle-Adam

Das Musée d’Art et d’histoire Louis Senlecq in L’Isle-Adam, einer französischen Gemeinde im Département Val-d’Oise in der Region Île-de-France, wurde 1951 eröffnet. Das Museum befindet sich im ehemaligen Schulgebäude der Confrérie de Saint-Joseph an der Nr. 46 Grande-Rue.
Das Museum, das nach dem ehemaligen Bürgermeister von L’Isle-Adam Louis Senlecq benannt wurde, behandelt in seiner Dauerausstellung die Geschichte des Ortes und seine Darstellung durch Künstler wie Camille Corot (1796–1875), Charles-François Daubigny (1817–1878) u. a., die im 19. und 20. Jahrhundert hier gemalt haben.
Daneben werden Wechselausstellungen gezeigt, die regionale Themen behandeln.